# 瑟克爾維爾 (紐約州)
瑟克爾維爾（英語：Circleville）是位於美國紐約州奧蘭治縣的非建制地區。

## 歷史
瑟克爾維爾的郵局自1852年營運至今。

## 地理
瑟克爾維爾所處的海拔為高於海平面184米（即604英呎），而該地所採用的時區為UTC-5，即北美东部时区（EST）。同時該地設有夏令時間，為UTC-5調快一小時，即UTC-4（EDT）。